# Tuarazatáfia
Tuarazatáfia ou Tuaracatafe (em armênio: Տուարածատափ; romaniz.: Tuaracatap’), segundo a Geografia de Ananias de Siracena (século VII), foi um gavar (cantão) da província de Turuberânia, no Reino da Armênia. Provavelmente fazia parte dos domínios da família Varasnúnio. Compreendia uma área de 760 quilômetros. Heinrich Hübschmann propôs que seu nome significa "Campo do Pastor", de tvarac (tvaracakan), "pastor", e tap’, "campo". No entanto, Suren Eremyan sugeriu que seja o urartita Turacini-Cubi, que hoje é identificado com a planície de Caraiaze, na qual flui o rio Goque (Gӧk). Em 591, o imperador Maurício recebeu vastas porções da Armênia sassânida em compensação da ajuda militar prestada ao xainxá Cosroes II (r. 590–628). Todos os distrito que compunham Turuberânia foram incluídos na província recém-fundada da Armênia Interior.